# Keel Hill
La Keel Hill è una piccola collina antartica, libera dal ghiaccio, situata sul fianco meridionale del Ghiacciaio McGregor, circa 3 km a est della Crilly Hill, nei Monti della Regina Maud, in Antartide.
La denominazione è stata assegnata dalla Texas Tech Shackleton Glacier Expedition, la spedizione geologica nella zona del Ghiacciaio Shackleton condotta dalla Texas Tech University nel 1964–65, in onore dello specialista di 5ª classe Elbert E. Keel, membro dell'U.S. Army Aviation Detachment che aveva fornito il supporto logistico alla spedizione.